# Eau en bouteille
L'eau en bouteille ou eau embouteillée est une eau conditionnée dans des bouteilles (bonbonnes parfois) destinée à la consommation humaine. Il existe plusieurs catégories d'eau embouteillée, chacune devant répondre à une conformité aux réglementations (qui varient selon les pays). Dans le monde les bouteilles de verre (autrefois souvent consignées) disparaissent de plus en plus au profit des bouteilles en plastiques et des cannettes métalliques, et le secteur et marché de la production est de plus en plus concentré entre les mains de quelques géants de l'agroalimentaire dont Coca-Cola est le premier. Deux enjeux environnementaux et socio-économiques discutés sont le retour éventuel de la consigne et un meilleur recyclage de la bouteille en plastique.

## Catégories d'eaux embouteillées

### En Europe
En France, l'eau en bouteille, souvent appelée improprement eau minérale, est répartie en trois catégories :
- l'eau minérale naturelle, qui reçoit, en France, son titre de l'académie de médecine pour ses vertus thérapeutiques. Les sources d'eau minérale sont souvent associées à des stations thermales. Mais cette appellation ne dépend pas pour autant d'une teneur minimale en minéraux. Ainsi, certaines, comme celle de Volvic, ont une teneur en minéraux particulièrement faible (de fait, l'eau de Volvic est plutôt une eau de source, et c'est d'ailleurs ainsi qu'elle est autorisée aux États-Unis)[4] ;
- l'eau de source, qui doit satisfaire naturellement aux normes et être mise en bouteille sans traitement chimique ;
- l'eau rendue potable par traitement (devant respecter les critères des eaux du robinet), peu commercialisée en France.

## Économie

### Consommation d'eau en bouteille en Europe
Consommation annuelle moyenne d'eau en bouteille en litre et par personne en 2003.
| Pays        | Année 2003 en litres par hab. |
| ----------- | ----------------------------- |
| Italie      | 208                           |
| France      | 200                           |
| Belgique    | 145                           |
| Espagne     | 126                           |
| Allemagne   | 129,1                         |
| Suisse      | 110                           |
| Portugal    | 92                            |
| Grèce       | 57                            |
| Hongrie     | 55                            |
| Pologne     | 41                            |
| Royaume-Uni | 34                            |
| Russie      | 10                            |

En 2018, en France, la consommation d'eau annuelle en bouteille par habitant est de 135 litres, soit une consommation de 9,1 milliards de litres pour l’ensemble de la population française.
Une étude de marché réalisée par GlobalData, a révélé qu'en 2022 l'Italie restait le plus gros consommateur d'eau en bouteille d'Europe, avec 208 litres par habitant par an. L'Allemagne arrive en deuxième position avec 167 litres par habitant. Le Portugal vient ensuite avec 140 litres par habitant chaque année, puis la Hongrie avec 138,8 litres par habitant, suivie de l'Espagne avec 135,4 litres.
Dans l'ensemble de l'Europe, l'étude a révélé que 48 % des boissons non alcoolisées consommées dans l'UE en 2022 étaient de l'eau conditionnée.

### Consommation croissante
C'est le cas en France depuis de la Libération, avec les ventes d'eaux minérales, avec en premier lieu, celle d’Évian. En 1947, Gustave Leven rachète Perrier à un anglais, et multiplie les campagnes publicitaires. En 1968, Guy Maigre lance l'eau de Vittel en bouteilles plastiques. La consommation française passe de 307 millions de litres d'eau embouteillée (1947) à plus de 6,5 milliard en 1999 ; la consommation d'eaux de source quadruple de 1974 à 1991 avec une phase de concentration du secteur partagée entre trois grands géants (Nestlé, Danone et Castel qui exportent leur eau dans le monde, où ils concurrencent marginalement un autre mastodonte du secteur, Coca-Cola. Pour gagner des parts de marché les embouteilleurs d'eau minérale multiplient leurs dépenses marketing. En 1999 les eaux plates représentent 84 % du marché français (qui aligne plus de 200 marques).
Après celle des eaux gazeuses, la consommation d'eau embouteillé, soutenue par une publicité importante, croît fortement en Europe, puis aux États-Unis (triplement en 10 ans, avec une augmentation de 9,7 % en 2006 ; 1/3 des nord-américains en boivent régulièrement, alimentant un marché de près de 11 milliards de dollars, rien que pour ce pays)).
En 2004 154 milliards de litres auraient été vendus en bouteille plastique (+57 % en 5 ans).
En 2008, les 200 milliards de litres embouteillés ont été atteints, pour un chiffre d'affaires d'environ 100 milliards de dollars.

### Consommation en France
Ce marché créé par quelques industriels, autour du nom réputé de deux villes d'eau (Vittel et Évian) s'est fortement développé au sortir de la Seconde Guerre mondiale, alors qu'aux États-Unis puis dans toute l'Europe de l'Ouest se développait le secteur des sodas et autres boissons industrielles. Il s'agit d'une construction commerciale complexe, entretenue par la publicité et peu à peu passée dans les mains de grands groupes industriels (Nestlé et Danone notamment).
- Durant 20 ans[Quand ?] la consommation d'eau embouteillée par habitant en France a été multipliée par deux. En 2003 ce marché était de 2,2 milliards d'euros[réf. nécessaire].
- Le segment croissant le plus vite a été celui des eaux aromatisées[réf. nécessaire], et c'est celui aussi où les industriels ont lancé le plus d'innovations ces dernières années[réf. nécessaire].

### Les eaux en bonbonnes
La consommation de bonbonnes d'eau de plus de 10 litres, d'abord très prisées aux États-Unis (35 % du marché) dans les entreprises, les centres commerciaux et même chez les particuliers où elles sont livrées, est encore[Quand ?] marginale en Europe (3 % du marché) mais croît de 15 % par an[Quand ?][réf. nécessaire].

### Producteurs d'eau minérale
Le marché français de l'eau minérale est dominé par quatre grands groupes :
1. Danone ;
2. Nestlé ;
3. Groupe Ogeu ;
4. Groupe Alma.

### La marchandisation de l’eau

#### Marketing
Les stratégies de marketing des bouteilles en plastique utilisent divers arguments, mis en évidence à travers l’emballage des bouteilles par exemple, dans le but d’améliorer l’image de leur marque ainsi que l’image associée à l’eau qui est distribuée. Ce sont par exemple la communication sur la source de l'eau, son processus de purification ainsi que sa composition minérale qui distinguent une marque d’une autre.
Les principaux arguments revendiqués à travers l’emballage sont le fait que leurs processus d’accès à l’eau sont fiables et sûrs ainsi que les “nouveaux discours de santé” (§17) qui associent la consommation de l’eau en question à un état de bonne santé générale, voire même à la vie (§26).  Cette transparence sur l’origine de l’eau permet notamment de nouer une relation de confiance plus prononcée avec l’eau embouteillée par rapport à celle du robinet. Effectivement, “les bouteilles génèrent [...] des effets politiques « souterrains », qui normalisent les modalités marchandes d’accès à l’eau comme étant plus sûres, plus commodes, ou plus conformes à l’idée de réussite sociale” (§20). 
Ces stratégies ont donc pour effet de renforcer l’image de la bouteille en plastique comme “élément essentiel pour la survie et les pratiques domestiques quotidiennes” (§19) dans la mesure où elle est perçue comme un accès pratique à une eau de qualité. Ainsi, le marketing a joué un rôle central dans la transformation de l'eau embouteillée en un produit économique omniprésent . 

#### Matériaux
La commodité majeure que la bouteille en plastique a apportée est la simplification du transport de l’eau. Ainsi, l’eau devient un accessoire que l’on peut facilement emporter avec nous partout où on va pour satisfaire notre besoin d’hydratation. En effet, le polyéthylène téréphtalate ou PET  est devenu un élément essentiel du marché des emballages grâce à ses propriétés attrayantes telles que la possibilité de se fermer, la portabilité, la légèreté, et la sûreté ce qui donne une alternative plus pratique et économique que le verre ou l'aluminium. De plus, sa facilité de production est un argument clé pour son adoption par les grandes entreprises de boissons.
D’autre part, l'emballage en PET a permis d'insérer l'eau dans les marchés des boissons, en transformant une ressource publique en une possession individuelle et contribuant à créer de nouvelles formes de valeur autour de l'eau.(§ 43)
L'introduction de l'eau conditionnée dans des bouteilles en PET a donc été un événement significatif, transformant les perceptions de l'eau en tant que produit. 

### Répercussions politiques
La bouteille en plastique est une des manifestations de la privatisation et de la commercialisation de l’eau en général. Elle signe son passage de bien commun, de libre accès en nature, à bien privé et commercial. Son essor est principalement dû aux stratégies marketing qui avancent des arguments qui mettent en valeur l’eau confectionnée par la marque. 
Sur le plan politique, ces stratégies de marchandisation font l'objet de diverses contestations au sujet des faces cachées des arguments avancés. Par exemple, des études montrent que l’eau en bouteille n’est pas nécessairement meilleure pour la santé que l’eau du robinet et même que 40% de l’eau en bouteille est à l’origine de l’eau du robinet qui subit des ajouts de minéraux et non pas de l’eau de source  (§10 de l’article de l’Earth Policy Institute).
De même, plusieurs initiatives non gouvernementales réalisent des campagnes visant à exposer les “externalités et les impacts des marchés de l’eau en bouteille” (§21) qui ne sont pas montrés au grand public. Par exemple, l’un des aspects négatifs de l’utilisation du PET est l'absence de systèmes efficaces de recyclage et de réutilisation, ce qui conduit à des problèmes environnementaux majeurs (§ 31). Ces débats politiques font donc émerger la question environnementale ainsi que l’enjeu de “protection des sources d’eau dans les environnements hydriques fragiles”  (§26) qui sont exploités par les privés.
La sensibilisation aux processus de marchandisation de l’eau issue de ces campagnes activiste fait émerger l’eau comme un “acteur politique en elle-même – quelque chose qui peut acquérir d’intenses « pouvoirs d’engagement » ” (§22) (terme employé par la sociologue Noortje Marres). En effet, les bouteilles en plastique font désormais partie du quotidien et ont engendré une “transformation active des pratiques matérielles de la vie quotidienne” (§22).

## Coût
L'eau embouteillée est la plus chère ; mi 2007, un nord américain dépensait jusqu'à 1 400 dollars/an là où il n'aurait dépensé que 49 cents en eau du robinet (New York Times, août 2007), plus que pour l’achat d’Ipod ou de places de cinéma, sans compter les coûts indirects de temps, place et cout de stockage/réfrigération, etc. Une enquête INSEE de 2001 donnait en France pour le poste « eaux minérales, boissons gazeuses et jus » 190 €/an moyenne) et 141 L d’eau par personne/an .
L'eau est considérée (avec l'air) comme un archétype de bien commun, et l'accès à l'eau potable comme un service public essentiel. Le marché privatisé (ou traité en délégation de service public) de l'eau semble être une source fréquente de corruption ou de dépenses non transparentes. Un des axes de travail du Swedish Water House (SWH) est la lutte contre la corruption dans le domaine de l'eau. Le recyclage ou la réutilisation/consigne des bouteilles usagées ont aussi des coûts, notamment liés aux transports induits.

## Empreinte écologique
En Europe et dans le monde les eaux les plus prisées sont italiennes, françaises ou viennent des îles Fidji (réputées moins polluées car de sources éloignées de plus de 2 400 kilomètres du continent le plus proche. Cette eau, embouteillée, peut par exemple être livrée à domicile par camion ou coursier dans de nombreuses villes de France).
Quelques grandes marques ont imposé une agriculture sans pesticides ni nitrates autour de leurs sources (c'est aussi le cas de villes qui ont voulu préserver la nappe phréatique alimentant leur réseau d'eau potable).
L'empreinte écologique et l'empreinte eau de ce secteur sont particulièrement élevées, en raison du transport (en grande partie par route) des bouteilles dans le monde ; il est beaucoup plus coûteux en énergie, en pétrole (1,5 million de barils/an sont nécessaires pour produire les bouteilles de plastique consommées par les Américains) et produit beaucoup plus de gaz à effet de serre (production, transport, incinération..) que si elle était délivrée par les réseaux d'eau potable jusqu'au robinet. En outre le PVC qui a dominé le marché de l'embouteillage d'eau durant plusieurs décennies était difficile à recycler (sauf sous forme de polar synthétique, mais il est alors source de microfibres/microplastiques polluants) ou à incinérer (alors source d'acide chlorhydrique et souvent de dioxines, furanes et autres organochlorés écotoxiques et très rémanents). Les bouteilles qui se fragmentent avec le temps sont source de pollution plastique des eaux douces et océaniques.
L'eau potable est une ressource vitale pour l'Homme, et à ce titre une des conditions du développement soutenable. Elle a été au centre des discussions du Sommet de la Terre 2002 de Johannesburg, et de nombreuses réunions internationales, mais la question de l'impact écologique du transport de l'eau embouteillée n'a émergé que plus récemment, avec la suspicion que les emballages plastiques pouvaient contaminer l'eau des bouteilles par certains produits chimiques et la question des impacts environnementaux globaux de l'embouteillage et surtout du transport et recyclage éventuel des bouteilles.
Les représentants du lobby des fabricants d'eau embouteillée, l'Association internationale de l'eau en bouteille (IBWA), affirment faire des efforts pour faciliter le recyclage des bouteilles en plastique, prétendent que l'eau embouteillée a aussi aidé certains américains à se passer de sodas sucrés (également de plus en plus vendus en bouteilles plastique depuis les années 1980) et arguent que bien d'autres produits sont emballés dans du plastique. Un reportage télévisé  intitulé « Plastique, la grande intox » et diffusé en septembre 2018 par Cash Investigation, montre cependant que jusqu'en 2016 au moins, le plus grand producteur mondial (Coca-Cola, propriétaire de nombreuses marques d'eau et sodas embouteillés dans du plastique) avait une stratégie interne visant à lutter contre toute législation européenne visant à favoriser le recyclage des bouteilles ou la bouteille consignée, tout en affirmant publiquement des objectifs élevés de recyclage du plastique, en réalité loin d'être atteint. Selon un historien interviewé dans ce reportage, le lobby mondial du plastique a aussi une stratégie, ancienne et persistante, visant à faire porter la responsabilité de la pollution par le plastique sur le seul consommateur irresponsable (qui trie mal ses déchets, ou jette ou perd le plastique qu'il a utilisé dans la nature), pendant que les industriels arguant que le plastique répond à la demande du public suppriment peu à peu les bouteilles en verre dans le monde.

## Qualité

### Présence de micro-plastiques
L'eau en bouteille peut contenir des micro particules de matière plastique, qui selon l'ANSES peuvent avoir des effets négatifs sur la santé. Ainsi une enquête de l'association Agir pour l’environnement montre que la bouteille "Vittel Kids", produite par Nestlé Waters destinée aux enfants, contient selon le test 121 particules  par litre de plastique, soit le plus mauvais score des neufs eaux testées.

### Normes de qualité
Les eaux embouteillées font l'objet de nombreux contrôles lors de l'embouteillage, mais très rarement après quelques semaines ou mois de stockage, et selon les marques et les pays, la qualité semble pouvoir significativement varier.[réf. nécessaire]
Ainsi, en se fondant sur des données scientifiques, le Conseil de défense des ressources naturelles (NRDC) aux États-Unis a conclu en 1996 que la réglementation actuelle ne garantissait pas la pureté de l'eau en bouteille, ni qu'elle soit plus sûre que l'eau du robinet (qui connaît aussi 28 % de dépassement de normes ou défaut d'information des autorités).
Aux États-Unis (où les normes pour l'eau en bouteille varient selon les états), le NRDC a étudié les normes et contrôles de la FDA (Food and Drug Administration) et de chacun des 50 états sur la sûreté de la mise en bouteille, en les comparant à des normes internationales, et aux règles de l'EPA (Agence de protection de l'environnement des États-Unis) concernant l'eau du robinet des réseaux publics d'eau. Après 4 ans d'étude de l'industrie de l'eau embouteillée et après analyse par des laboratoires indépendants de plus de 1 000 bouteilles de 103 types d'eau embouteillée dans diverses régions et états (Californie, Floride, Illinois, New York, Texas..), le NRDC a dans près d'1/4 des cas mis en évidence des contaminations bactériennes et chimiques (composés organiques toxiques, arsenic..) atteignant ou dépassant les maxima des normes californiennes (plus dures que celles du Texas ou de la Floride). 17 % des eaux étudiées (pour un échantillon au moins) contenaient plus de bactéries que le seuil recommandé par l'UE, par certains États des États-Unis et par les industriels de l'embouteillage aux États-Unis eux-mêmes. Le NRDC a aussi trouvé des défauts graves d'information sur l'étiquetage (certaines bouteilles contenant en réalité de l'eau du robinet). Dans un cas une « eau de source » dont l'étiquette décrivait un lac et des montagnes, venait d'un puits situé dans une zone industrielle proche d'une décharge de déchets dangereux, périodiquement polluée par des produits chimiques, au-delà des normes de la FDA). Le NRDC rapporte aussi – de sources industrielles et gouvernementales – qu'un quart au moins de l'eau embouteillée aux États-Unis viendrait du robinet, certains estimant que 40 % en proviendrait même, parfois après traitement supplémentaire, parfois sans. Enfin, selon cette étude, les normes et contrôles sont aux États-Unis – à cette époque – beaucoup plus laxistes pour l'eau embouteillée que pour l'eau du robinet, tant pour le nombre de contaminants à rechercher, l'obligation d’informer le consommateur et les autorités, que pour la fréquence des analyses obligatoires. De plus, quand des eaux embouteillées étaient non conformes, elles n'ont pas toujours été « rappelées ».
Pour des raisons de coûts, cette étude n'a analysé que la moitié de tous les polluants et bactéries normalement recherchés, mais a trouvé qu'1/3 des eaux examinées (34 sur 103, soit 33 %) violait une norme de qualité chimique ou microbienne ou les deux à la fois. Environ 1/5e des eaux contenait dans au moins un échantillon des produits chimiques organiques synthétiques (ex : toluène ou xylène) ou des produits chimiques utilisés pour fabriquer le plastique (ex : phtalate, adipate ou styrène) bien que généralement sous les seuils de normes fédérales. Un échantillon contenait du phtalate (carcinogène potentiellement lixivié du plastique) à un taux deux fois supérieur à la norme pour l'eau du robinet, mais deux autres échantillons n'en contenait pas de manière détectable. Dans 8 cas, le taux d'arsenic présentait un risque pour la santé. Et le lobby industriel a empêché l'établissement de norme pour les phtalates dans l'eau embouteillée.

## Alternatives
L'eau embouteillée présente des avantages : elle peut être emportée là où il n'y a pas de robinets ; elle est dépourvue d'odeur et de goût de chlore bien que les carafes filtrantes ou une filtration (charbon de bois activé) ôtent ce goût pour moins cher[réf. nécessaire] et que stocker l'eau du robinet quelques heures lui retire généralement une grande partie de son chlore.
Les « fontaines à eau » louées ou achetées par des entreprises, par des collectivités et par des services publics, pourraient aussi être remplacées par de l'eau du robinet (traitée si nécessaire). L'ONU et de nombreuses ONG invitent les collectivités à développer des choix, par exemple dans le cadre d'un Agenda 21 pour la protection et pour un service durable de l'eau, notamment dans les zones de périurbanisation.

## Filmographie
- Bottled Life, titre en français : Nestlé et le business de l'eau en bouteille, documentaire suisse, 2012[22]